# Татаркин, Григорий Васильевич
Григорий Васильевич Татаркин (27 ноября 1873, станица Новочеркасская, Черкасский округ, область Войска Донского, Российская империя — 14 октября 1947, Мюнхен, Германия) — офицер Русской Императорской и Донской армий, генерал-майор Всевеликого Войска Донского, Вооружённых Сил Юга России (ВСЮР) и Комитета освобождения народов России, атаман Всевеликого Войска Донского за Рубежом (1942-1947).

## Биография
Полковник (1917). Генерал-майор (август 1918 года). Генерал-лейтенант (октябрь 1919 года). Окончил Новочеркасское казачье юнкерское училище (1894) и Николаевскую академию Генерального штаба.
Участник Первой мировой войны. Офицер в войсках Донского казачества; командир 33-го Донского казачьего полка (1914—1917).
В Белом движении: в Донской армии — с марта 1918 года. Командир 1-го конного отряда (май 1918 — март 1919). Командир 5-й конной дивизии (март — апрель 1919). С 12 мая 1919 года — командир 9-й Донской конной бригады (до октября). Командир 10-й Донской конной дивизии (октябрь 1919 — апрель 1920), сменил генерала Толкушкина. Командир бригады и с 18 августа 1920 — 2-й Донской казачьей дивизии Русской армии (Крым); в июне — ноябре 1920 года. В боях получил 9 ранений.

## В эмиграции
С ноября 1920 года — в эмиграции: в Турции (был на о. Лемнос), Болгарии (в 1922 году выслан); с 1922 года — в Югославии, с 1925 года — снова в Болгарии (в составе Донского офицерского резерва).
Во время Второй мировой войны — в казачьих частях РОА.
С 1942 года атаман Всевеликого Войска Донского за Рубежом.
Умер в 1947 году в госпитале лагеря для перемещённых лиц в мюнхенском районе Швабинг. Погребён на кладбище в г. Фельдмохинг.